# Marktschellenberg
Marktschellenberg este o comună aflată în districtul Berchtesgadener Land, regiunea administrativă Bavaria Superioară, landul Bavaria, Germania.